# Cavalaire-sur-Mer
Cavalaire-sur-Mer is een gemeente in het Franse departement Var (regio Provence-Alpes-Côte d'Azur) en telt 5237 inwoners (1999). De plaats maakt deel uit van het arrondissement Draguignan.

## Geografie
De oppervlakte van Cavalaire-sur-Mer bedraagt 16,8 km², de bevolkingsdichtheid is 311,7 inwoners per km².
De onderstaande kaart toont de ligging van Cavalaire-sur-Mer met de belangrijkste infrastructuur en aangrenzende gemeenten.

## Demografie
Onderstaande figuur toont het verloop van het inwonertal (bron: INSEE-tellingen).